# Chaetopelma shabati
Chaetopelma shabati är en spindelart som beskrevs av Samy K.M. Hassan 1950. Chaetopelma shabati ingår i släktet Chaetopelma och familjen fågelspindlar.
Artens utbredningsområde är Egypten. Inga underarter finns listade i Catalogue of Life.